# Shunsuke Andō
Shunsuke Andō (安藤 駿介  Ando Shunsuke; Setagaya, 10 de Agosto de 1990) é um futebolista profissional japonês que atua como goleiro no Kawasaki Frontale.

## Carreira
Andō começou a carreira no Kawasaki Frontale, em 2009.

## Títulos
Kawasaki Frontale
- Campeonato Japonês: 2017, 2018